# Bodholm (Korsö, Brändö, Åland)
Bodholm är en halvö i Brändö kommun på Åland (Finland). Den utgör en del av ön Korsö.
Bodholm har Ramsö i väster och Koholm i öster. Den skiljs från Koholm av den grunda Bodholmsfjärden. I söder sitter Bodholm ihop med Korsö.
Terrängen på Bodholm är platt och består av hällmarksskog med inslag av kala klipphällar i branta områden och sankare mark med lövskog i de låglänta områdena. Den nordöstra delen utgörs av en granitås och den är även halvöns högsta punkt med drygt 20 meter över havet. I söder passerar landsvägen från Korsö över Bodholm och vidare mot Ramsö och Fiskö. Det finns en fritidsfastighet söder om vägen. Bodholm korsas av en kraftledning i öst–västlig riktning.